# رولف کاوکا
رولف کاوکا (آلمانی: Rolf Kauka؛ ۹ آوریل ۱۹۱۷ – ۱۳ سپتامبر ۲۰۰۰) کارگردان و تهیه‌کننده پویانمایی و کمیک اهل آلمان بود.